# Герасим (Георгиев)
Епи́скоп Гера́сим (в миру Алекса́ндр Гео́ргиев Гео́ргиев, болг. Александър Георгиев Георгиев; 2 ноября 1979, София) — епископ Болгарской православной церкви, титулярный епископ Мельникский, викарий Софийской епархии. Главный секретарь Священного Синода Болгарской православной церкви и настоятель храма святого Александра Невского.

## Биография
Родился 2 ноября 1979 года в Софии в семье Георгия и Иванки Георгиевых. Кроме него в семье было два брата.
Окончил 31-е училище иностранных языков и менеджмента им. Ивана Вазова в Софии со специализацией по немецкому языку. Кроме того, свободно владел русским и английским языками. Затем окончил Национальную академию театрального и киноискусства им. Крыстё Сафарова.
В 2007 году поступил послушником в Дивотинский Свято-Троицкий монастырь, где 9 декабря 2009 года епископом Знепольским Иоанном (Ивановым) был пострижен в монашество с именем Герасим. Последствие тем же епископом был рукоположён в сан иеродиакона и иеромонаха.
18 октября 2012 года, с благословения Патриарха Болгарского Максима и решением Священного Синода был отправлен обучаться в Общецерковной аспирантуре и докторантуре в Москве по программе магистратуры по теологии. Во время обучения, жил на подворье Болгарской православной церкви в Москве. Совершал паломничества по православным святыням России.
11 июня 2014 года решением Священного Синода назначен помощником главного секретаря Священного Синода митрополита Русенского Наум (Димитрова) со вступлением в должность с 1 июля того же года. Это решение было принято с расчётом в дальнейшем назначить иеромонаха Герасима главным секретарём синода, дав время митрополиту Науму подготовить себе приемника.
16 сентября 2014 года Священный Синод Болгарской православной церкви назначен архимандрита Герасима своим главным секретарём, в связи с чем 17 сентября того же года в Софийском соборе Патриарх Болгарский Неофит возводит его в сан архимандрита.
20 мая 2016 года решением Священного Синода назначен председателем на церковного настоятельства при Патриаршем соборном храме-памятнике святого Александра Невского.
14 декабря 2016 года решением Священного Синода избран титулярным епископом Мельникским с оставлением в должности главного секретаря Священного Синода и настоятелем соборного храм святого Александра Невского.
18 декабри 2016 года в кафедральном соборном храме Александра Невского состоялась его епископская хиротония которую совершили: Патриарх Болгарский Неофит, митрополит Американский, Канадский и Австралийский Иосиф (Босаков), митрополит Великотырновский Григорий (Стефанов), митрополит Ловчанский Гавриил (Динев), митрополит Пловдивский Николай (Севастиянов), митрополит Варненский и Великопреславский Иоанн (Иванов), митрополит Неврокопский Серафим (Динков), митрополит Русенский Наум (Димитров), епископ Адрианопольский Евлогий (Стамболджиев) и епископ Браницкий Григорий (Цветков).
8 февраля 2017 года на расширенном заседание кафедры внешних церковных связей и общественных наук Общецерковной аспирантуры и докторантуры состоялась предзащита магистерской диссертации генерального секретаря Священного Синода Болгарской Православной Церкви епископа Мельнишского Герасима на тему: «Подворья Поместных Православных Церквей в Москве» (научный руководитель — заведующий службой переводов Отдела внешних церковных связей Московского Патриархата священник Арсений Черникин, PhD), по результатам которой магистерская диссертация была рекомендована к защите. 16 июне 2017 года в Общецерковной аспирантуре и докторантуре в Москве успешно защитил данную работу. Митрополит Иларион (Алфеев) отметил, что диссертация «вызвала значительный интерес и получила высокие оценки специалистов».
28 января 2018 года епархиальным советом Видинской епархии, наряду с епископом Драговитийским Даниилом (Николовым), избран кандидатом на замещение данной кафедры. Собравшийся 4 февраля того же года Синод избрал на эту должность епископа Даниила
А 2 февраля 2025 года вновь тем же епархиальным советом Видинской епархии, теперь уже наряду с епископом Браницким Пахомием (Лозановым), избран кандидатом на замещение данной кафедры, но вновь не был избран митрополитом.

## Публикации
статьи
- История и основные функции Болгарского патриаршего подворья в Москве // Церковь и время. 2020. — № 1 (30). — С. 32-38

интервью
- Българското общество израсна в последните 20 години с консуматорска ценностна система // dveri.bg, 26 октомври 2014
- Интервью с учащимся ОЦАД епископом Мельнишским Герасимом // doctorantura.ru, 14 февраля 2017